# Otto von Zedlitz und Neukirch
Otto Kaspar Gottlieb Konrad Freiherr von Zedlitz und Neukirch (* 10. Oktober 1787 in Tiefhartmannsdorf; † 16. März 1865 in Nieder-Kauffung) war ein preußischer Generalmajor sowie Landschaftsdirektor der Fürstentümer Schweidnitz und Jauer.

## Leben

### Herkunft
Otto war ein Sohn von Friedrich von Zedlitz und Neukirch (1747–1820) und dessen Ehefrau Barbara, geborene Freiin von Kottwitz (1752–1820) aus dem Hause Kauffungen.

### Militärkarriere
Zedlitz trat während der Befreiungskriege am 20. März 1813 als Sekondeleutnant in das 7. Schlesische Landwehr-Kavallerie-Regiment der Preußischen Armee ein. Als Adjutant war er ab Anfang Mai beim 3. Schlesischen Landwehr-Kavallerie-Regiment tätig, avancierte im August 1813 zum Oberleutnant und wurde Ende November 1813 Adjutant des Generalmajors Schuler von Senden. Daran schloss sich vom 8. August bis zum 22. November 1815 unter Beförderung zum Rittmeister eine Verwendung als Adjutant der 20. Brigade des V. Armeekorps an. Anschließend kam Zedlitz als Adjutant zur Landwehrinspektion Reichenbach, wurde am 22. März 1818 Major und am 21. Oktober 1818 mit der Genehmigung zum Tragen der Armeeuniform aus der Armee verabschiedet.
Er blieb der Armee aber verbunden und wurde am 22. März 1819 zum Führer des 2. Aufgebots des II. Bataillons im Reichenbacher Landwehr-Regiment Nr. 18b ernannt. Am 19. März 1820 wurde er dann Führer des 2. Aufgebots des III. Bataillons im 7. Landwehr-Regiment. 1830/31 wurde er an die polnische Grenze geschickt. Am 5. April 1842 bekam er den Charakter als Oberstleutnant und am 12. Juni 1843 wurde er zum Führer des I. Bataillons im 7. Landwehr-Regiment ernannt. Unter Stellung à la suite des Regiment bekam Zedlitz am 6. Juni 1854 den Charakter als Oberst. Seinen Abschied erhielt er am 6. Mai 1859 mit dem Charakter als Generalmajor. 
Zedlitz war Herr auf Tiefhartmannsdorf und Nieder-Kauffung, wo er am 16. März 1865 verstarb.

### Familie
Er heiratete am 15. Oktober 1812 in Eckersdorf Gabriele Gräfin von Magnis (1794–1870). Das Paar hatte mehrere Kinder:
- Anton Otto (1813–1888) ⚭ 1845 Adolfine von Hake-Genshagen (1828–1874), Tochter des Ludwig von Hake auf Schloss Genshagen mit Genshagen und Damsdorf[1]
- Hugo (1816–1893),[2] preußischer Kammerherr und Schloßhauptmann zu Liegnitz, Erbe von Tiefhartmannsdorf[3] Ehrenritter des Johanniterordens

⚭ 1841 Luise Gräfin von Schwerin (1822–1852) aus dem Hause Bohrau
⚭ 1858 Ellen Cowell (* 1835), Eltern von Heinrich von Zedlitz und Neukirch
- Benno (1821–1903), Major und Johanniterritter

⚭ 1852 Clementine von Schönberg genannt Freiin von Bibra und Modlau (1830–1861)
⚭ 1898 Anna Friederike Wilhelmine (1848–1936), Tochter von Gustav von Bonin
- Bolco (1823–1890), Rechtsritter des Johanniterordens
- Kuno (1824–1874), Major, Kammerherr und Zeremonienmeister ⚭ 1853 (Scheidung 1868) Maria Gräfin von Zieten (1834–1911)[4]